# Cassatie (muziek)
Een cassatie is een muziekvorm uit de 18e eeuw bestaande uit kleine muzikale werken. De cassatie kan men beschouwen als een soort van suite. De opvoering vindt vaak plaats in een tuin, en heeft normaliter als eerste deel een Mars. De cassatie kan uit tot zeven delen bestaan.
De ontstaansgeschiedenis van de cassatie is niet duidelijk. Een enige verwijzing is die naar de term cassatie als rechtsvorm. Het stuk kon dan ook aan het einde van een rechtsgang worden gespeeld. Een andere optie is dat de term afgeleid is van het Duitse woord "Gausse", wat steegje betekent. Ook een mogelijkheid is dat de term staat voor "stukjes", (van het Franse cassé, wat gebroken betekent) immers, de cassatie bestaat uit korte muziekwerkjes.